# Movimiento de Campesinos y Trabajadores
El Movimiento de Campesinos y Trabajadores fue un partido político en Dominica. Participó en las elecciones de 1961, recibiendo 2,9% de los votos sin obtener ningún escaño. No participó en elecciones posteriores.